# Paul Fauteux
Paul Fauteux ist ein kanadischer Theater- und Filmschauspieler.

## Leben
Fauteux stammt ursprünglich aus Henryville in Québec. Er spricht Englisch und Französisch. Im Alter von 12 Jahren zog die Familie nach Victoria, British Columbia, wo er eine High School besuchte und während dieser Zeit für sich entschied, Schauspieler werden zu wollen. Er studierte anschließend Schauspiel an der University of Victoria und lernte danach an der National Theatre School (NTS) in Montreal.
Zu Beginn des 21. Jahrhunderts wirkte Fauteux in einer Reihe von kanadischen Fernseh- und Spielfilmen sowie als Episodendarsteller in einer Episode der Fernsehserie Relic Hunter – Die Schatzjägerin mit. 2009 spielte er im Fernsehzweiteiler Der Seewolf in der Rolle des Horner mit. Von 2016 bis 2018 war er in der Rolle des gutmütigen, kanadischen Trappers Jean-Marc Rivard in insgesamt 13 Episoden der Fernsehserie Frontier zu sehen.

## Filmografie (Auswahl)
- 2001: Chasing Cain (Fernsehfilm)
- 2001: Relic Hunter – Die Schatzjägerin (Relic Hunter, Fernsehserie, Episode 3x06)
- 2002: Signals – Experiment außer Kontrolle (Deceived)
- 2002: Glückstag (Lucky Day, Fernsehfilm)
- 2002: The Onion (Kurzfilm)
- 2003: Bulletproof Monk – Der kugelsichere Mönch (Bulletproof Monk)
- 2004: Hustle (Fernsehfilm)
- 2005: Our Fathers
- 2005: Missing – Verzweifelt gesucht (Missing, Fernsehserie, Episode 3x14)
- 2006: This Is Wonderland (Fernsehserie, Episode 3x05)
- 2008: Flashpoint – Das Spezialkommando (Flashpoint, Fernsehserie, Episode 1x01)
- 2009: Der Seewolf (Sea Wolf, Fernsehfilm)
- 2011: Committed (Fernsehfilm)
- 2011: Rookie Blue (Fernsehserie, Episode 2x11)
- 2012: Lost Girl (Fernsehserie, Episode 2x17)
- 2013: Copper – Justice is brutal (Copper, Fernsehserie, Episode 2x11)
- 2014: Republic of Doyle – Einsatz für zwei (Republic of Doyle, Fernsehserie, Episode 5x12)
- 2014: Blind Spot (Kurzfilm)
- 2014: What We Have
- 2014: Saving Hope (Fernsehserie, Episode 3x02)
- 2015: Reign (Fernsehserie, Episode 2x17)
- 2015: No Stranger Than Love
- 2016: Eyewitness (Fernsehserie, Episode 1x03)
- 2016–2018: Frontier (Fernsehserie, 13 Episoden)
- 2017: Played (Fernsehserie, Episode 1x01)
- 2018: Murdoch Mysteries – Auf den Spuren mysteriöser Mordfälle (Murdoch Mysteries, Fernsehserie, Episode 12x03)
- 2018: A Rock and a Hard Place (Kurzfilm)
- 2019: The Prodigy
- 2019: Love Alaska
- 2021: The Expanse (Fernsehserie, Episode 5x09)

## Theater (Auswahl)
- The Father, Regie: Ted Dykstra, Coal Mine Theatre
- The Caretaker, Regie: Jacob Richmond, Bluebridge Theater
- Killer Joe, Regie: Peter Pasyk, Coal Mine Theatre
- The Tragical Comedy of Punch and Judy, Regie: Courtenay Dobie, Oedipus Rex
- True West, Regie: Britt Small, Bluebridge Theatre
- Late Company, Regie: Peter Pasyk, Summerworks
- Breath in Between, Regie: Brendan Healy, Summerworks
- Titus Andronicus, Regie: Darko Tresnjak, Stratford Festival
- Richard III, Regie: Miles Potter, Stratford Festival
- Peter Pan, Regie: Tim Carroll, Stratford Festival
- King of Thieves, Regie: Jennifer Tarver, Stratford Festival
- The Ends of the Earth, Regie: Amiel Gladstone, Belfry
- The Pillowman, Regie: David Ferry, Birdland Theatre
- Scorched, Regie: Richard Rose, Tarragon/NAC
- Cringeworthy, Regie: Chris Abraham, Theatre Passe Muraille
- Gabriel’s Kitchen, Regie: David Oiye, Buddies In Bad Times
- The 7 Days Of Simon Labrosse, Regie: Michael Shamata, Mtl Yng Co./Pleiades Theatre
- Hippies And Bolsheviks, Regie: Amiel Gladstone, Theatre Skam
- That Time: Five Short Beckett Plays, Regie: Jennifer Tarver, Theatre Extasis
- Love’s Labour’s Lost, Regie: Joe Ziegler, Resurgence Theatre
- Measure For Measure, Regie: Rosemary Dunsmore, Resurgence Theatre
- Ward # 6, Regie: Dean Gilmore und Michelle Smith, Factory Theatre
- Stratford Conservatory, Regie: David Latham, Stratford Festival
- Macbeth, Regie: Michael Shamata, Festival Of Classics
- [boxhead], Regie: Chris Abraham, Factory Theatre
- Tillsonburg, Regie: Miles Potter, Canstage
- The Kabbalistic Psychoanalysis, Regie: Chris Abraham, Theatre Passe Muraille
- Measure For Measure, Regie: Bill Glassco, Montreal Young Co.
- The Possibilities, Regie: Chris Abraham, Montreal Young Co.
- Mysterium Tremendum, Regie: Chris Abraham, Fringe Festival
- Wit, Regie: Josephine Le Grice, MTC
- Semi Private, Regie: Victoria Dawe, Tarragon Extra Space
- Kaspar, Regie: Chris Abraham, Blue Cellar Room